# Xanthopenthes hiramatsui
Xanthopenthes hiramatsui is een keversoort uit de familie kniptorren (Elateridae). De wetenschappelijke naam van de soort is voor het eerst geldig gepubliceerd in 1995 door Ôhira.